# Sergio Santamaría González
Sergio Santamaría González (Màlaga, 16 de juliol de 1980) és un exfutbolista andalús que ocupava la posició de migcampista. Santamaría ha estat internacional amb les categories sub-17, sub-18 i sub-21 de les seleccions espanyoles. Va ser el pilota d'Or del Mundial sub-17 celebrat a Egipte el 1997, on el seu combinat va acabar tercer.

## Trajectòria
El 1998 s'incorpora al FC Barcelona B, provinent dels equips inferiors del Màlaga CF. Va ser una de les principals promeses del FC Barcelona en la segona meitat de la dècada dels 90, referendada per destacables actuacions amb les categories inferiors de la selecció espanyola de futbol.
Romandria tres anys al filial blaugrana, amb esporàdiques aparicions en el primer equip, tant en lliga com en la Copa de la UEFA. A la temporada 01/02 és cedit al Reial Oviedo, que militava a la Segona Divisió. Amb els asturians juga 32 partits (la majoria com a suplent) i marca 4 gols. Però, en comptes de tornar al FC Barcelona, marxa cedit de nou, ara l'Elx CF, on signa una discreta temporada.
La temporada 03/04 torna de nou a l'equip català, tot disputant quatre partits. A l'any següent, és cedit per tercera vegada. Marxa al Deportivo Alavés. Els vitorians pugen a Primera, però l'andalús no aconsegueix un lloc com a titular. En acabar eixa temporada es deslliga del FC Barcelona i fitxa per l'Albacete Balompié, amb qui suma 31 partits de la temporada 05/06, en Segona Divisió.
A partir del 2006, Santamaría ha militat en equips de Segona B i Tercera, com la UE Sant Andreu (06/07), CD Logroñés (07/08) i UE Alzira (08/...).